# Marcos Ferrufino
Marcos Rodolfo Ferrufino Pérez  (Oruro, 25 de abril de 1963 - Ibid., 25 de junio de 2021) fue un futbolista y entrenador boliviano. Se desempeñaba como defensor.
Como futbolista profesional desarrolló toda su carrera en Bolivia, vistió la casaca de cinco equipos distintos, disfrutó de sus éxitos más notables con el Bolívar, con el cual obtuvo cinco títulos nacionales. También integró las filas de The Strongest, San José, Always Ready, 31 de Octubre y Unión Central.
Como entrenador, dirigió a lo largo de su carrera a seis clubes bolivianos. Debutó en San José (2007), club al que dirigió en cinco etapas distintas y con el que se consagró, logrando un título, Clausura 2007. Posteriormente dirigió a Real Mamoré, Real Potosí, Nacional Potosí, Sport Boys y Aurora.
Falleció en su ciudad natal a los 58 años.

## Carrera como entrenador

### San José

#### Temporada 2007
Llegó a San José en 2006 como asistente técnico de Vladimir Soria. Soria fue despedido el 22 de abril  de 2007, en la fecha 10 del torneo, tras empatar con el Bolívar 1:1. Entonces fue asignado Ferrufino como entrenador interino; dirigió su primer partido como técnico el 25 de abril ante La Paz Fútbol Club con resultado adverso 2:3. En la siguiente fecha del torneo, el 29 de abril, Ferrufino lograría su primera victoria ante Oriente Petrolero por una histórica goleada, 9:2. Fue entonces cuando obtuvo la confianza del presidente y fue presentado como nuevo entrenador del equipo. En el torneo apertura dirigió 12 encuentros, de los cuales ganó cinco, empató dos y perdió cinco.
En el torneo clausura obtuvo mejores resultados, llevando al equipo al Hexagonal Final y a la final del campeonato, donde definió el título contra La Paz F.C. El partido de ida disputado en el Estadio Hernando Siles de la ciudad de La Paz fue un empate 2:2; el partido de vuelta se disputó el 12 de diciembre con victoria 1:0 del local con gol de Álex da Rosa, permitiendo a Ferrufino alzar su primer título como entrenador y clasificar al equipo para la Copa Libertadores de América de 2008.
Ferrufino fue un debutante exitoso, ya que en su primera temporada como entrenador consiguió ganar el torneo clausura 2007; en el clausura dirigió 24 partidos, de los que ganó diez, empató nueve y perdió cinco.

#### Temporada 2008
Para la temporada 2008 Ferrufino tuvo su primera experiencia como entrenador en la Copa Libertadores. En el torneo continental dirigió su primer partido el 19 de febrero frente al Guadalajara de México con resultado adverso 0:3. El 19 de marzo consiguió su primera victoria contra Santos de Brasil por 1:0.
En el torneo apertura solo dirigió al equipo hasta la fecha en 12 del campeonato, el 5 de mayo en el que enfrentó a Blooming, la decisión de apartarse de la institución fue debido a que en la Copa Libertadores no logró los resultados esperados y algunos problemas de indisciplina en sus jugadores.
En la temporada 2008 dirigió al equipo en 18 partidos de los que ganó 7 veces, empató 3 y perdió en 8 oportunidades.

### Real Mamoré
En agosto de 2009 fue contratado por Real Mamoré que estaba cerca del descenso en sustitución de Antonio “Toniño” Gottardi, Ferrufino fue contratado para dirigir los últimos 5 partidos del equipo en el torneo clausura. Su debut se produjo el 23 de agosto en una victoria sobre Universitario de Sucre por 1 a 0. Con una gran campaña, logró que el beniano eludiera la zona de descenso y estuvo a punto de clasificarlo a la segunda fase. En octubre rescindió contrato.

### Retorno a San José

#### Temporada 2009
En noviembre de 2009 empezó su segundo ciclo frente a la V azulada para encarar el Torneo de Playoffs 2009.
Su debut en su segundo ciclo se produjo en el marcó de los Playoffs 2009 ante La Paz F.C., con una victoria por 1:0. Posteriormente en la segunda fase del torneo la V azulada sería eliminada por Oriente Petrolero; primero se enfrentarían en Oruro con victoria del local por 2:0, la vuelta en Santa Cruz la ganó en refinero 1:0, en la definición de tiros penales avanzó el alviberde tras imponerse 4:3. 
Ese año Ferrufino dirigió a San José en 4 partidos y consiguió 3 victorias y 1 sola derrota. Esto tuvo el visto bueno de la dirigencia que confirmó que Ferrufino seguiría al frente de San José el siguiente año.

#### Temporada 2010
En 2010 Ferrufino también dirigió al equipo en la Copa Sudamericana 2010 donde logró avanzar hasta los octavos de final de torneo. En el Torneo Apertura llevaría al equipo hasta el hexagonal de ganadores, donde no le acompañaron los resultados pero tuvo la confianza para seguir dirigiendo al equipo.
En el Torneo de Invierno 2010 llevaría al equipo hasta la final, y lo clasificaría a la Copa Sudamericana 2011.
En el Torneo Clausura Ferrufino dirigió al equipo hasta la fecha 19 del campeonato, en el partido que perdería frente a Aurora por 4:1, dejando al equipo en la 3ª posición del torneo.

### Real Potosí
En febrero de 2011 fue contratado por Real Potosí. Tras realizar una campaña casi perfecta se adjudicó el subcampeonato del Torneo adecuación 2011, además de clasificar al equipo a la Copa Libertadores 2012.
A mediados de año el equipo participó en el campeonato amistoso denominado Copa Aerosur del Sur 2011 en donde Ferrufino llevaría el equipo hasta la final, donde perderían ante Universitario de Sucre y esto le costaría el cargo.

### Tercera etapa en San José
En 2011 empezó su tercer ciclo frente a la V azulada.

### Nacional Potosí

#### Temporada 2014
En 2014 fue contratado por Nacional Potosí su primer partido fue una derrota ante San José por 4 goles contra 1.
En el Torneo Clausura 2014 obtuvo el penúltimo lugar, dirigió 16 partidos ganó 5, empató 2 y perdió 9. También dirigió al equipo en la Copa Sudamericana 2014 en el que la banda roja participó por primera vez, donde enfrentó a Libertad del Paraguay. En el partido de venció por 1:0 y en la vuelta perdió por 3:0 quedando eliminado del torneo.
En el Torneo Apertura 2014 dirigió al equipo en los 22 partidos, ganó 7, empató 5 y perdió 10, logrando el 9° puesto.

#### Temporada 2015
En el Torneo Clausura 2015 dirigió a la banda roja hasta el 22 de febrero de 2015 en su último partido contra Wilstermann. En el clausura 2015 dirigió 8 partidos de los cuales empató 4 y perdió  en 4.

## Selección nacional

### Categorías inferiores
Participó con la Selección sub-23 en el Preolímpico de 1988 disputado en Bolivia.
| Torneo           | Sede    | Resultado    |
| ---------------- | ------- | ------------ |
| Preolímpico 1988 | Bolivia | Tercer lugar |

### Selección absoluta
Fue internacional con la selección boliviana en 9 ocasiones entre 1989 y 1991, incluyendo dos ediciones de la Copa América.

### Participaciones en torneos internacionales
| Copa              | Sede   | Resultado    |
| ----------------- | ------ | ------------ |
| Copa América 1989 | Brasil | Primera fase |
| Copa América 1991 | Chile  | Primera fase |

## Estadísticas

### Como jugador
| Club          | País    | Año       |
| ------------- | ------- | --------- |
| 31 de Octubre | Bolivia | 1981-1982 |
| Always Ready  | Bolivia | 1983-1984 |
| Bolívar       | Bolivia | 1985-1994 |
| The Strongest | Bolivia | 1995      |
| San José      | Bolivia | 1996-1997 |
| The Strongest | Bolivia | 1998      |
| Unión Central | Bolivia | 1999      |

### Asistente
| Club     | País    | Asistente de   | Año       |
| -------- | ------- | -------------- | --------- |
| Bolívar  | Bolivia | Vladimir Soria | 2002-2006 |
| San José | Bolivia | Vladimir Soria | 2006-2007 |

### Como entrenador[29]
Datos actualizados al último partido dirigido el 8 de mayo de 2021.
| Iberoamericana                                                                     | Bolivia | 2004      |     |     |    |     |        |
| San José                                                                           | Bolivia | 2007-2008 | 54  | 22  | 14 | 18  | 49.38% |
| Real Mamoré                                                                        | Bolivia | 2009      | 5   | 4   | 0  | 1   | 80%    |
| San José                                                                           | Bolivia | 2009-2010 | 59  | 25  | 13 | 21  | 49.71% |
| Real Potosí                                                                        | Bolivia | 2011      | 16  | 9   | 5  | 2   | 66.67% |
| San José                                                                           | Bolivia | 2011-2013 | 98  | 50  | 23 | 27  | 58.84% |
| Nacional Potosí                                                                    | Bolivia | 2014-2015 | 48  | 13  | 11 | 24  | 34.72% |
| San José                                                                           | Bolivia | 2016      | 24  | 7   | 6  | 11  | 37.5%  |
| Sport Boys Warnes                                                                  | Bolivia | 2017-2018 | 41  | 12  | 7  | 22  | 34.96% |
| Aurora                                                                             | Bolivia | 2018-2019 | 26  | 6   | 4  | 16  | 28.21% |
| Real Potosí                                                                        | Bolivia | 2019-2020 | 26  | 6   | 5  | 15  | 29.49% |
| San José                                                                           | Bolivia | 2021      | 4   | 0   | 0  | 4   | 0%     |
| Total                                                                              | Total   | Total     | 401 | 154 | 88 | 161 | 45.72% |
| (1) Incluye datos del Torneo Playoff (2009, 2010); Copa Libertadores (2008, 2013). |         |           |     |     |    |     |        |

### Resumen estadístico
| Competición         | Encuentros | Goles |
| ------------------- | ---------- | ----- |
| Primera División    | 384        | 14    |
| Copa Libertadores   | 55         | 1     |
| Selección Boliviana | 9          | 0     |
| Total               | 448        | 15    |

### Resumen por competencias
| Competición       | PJ  | PG  | PE | PP  | % v.   | Mejor resultado |
| ----------------- | --- | --- | -- | --- | ------ | --------------- |
| Primera División  | 371 | 145 | 82 | 146 | 46.45% | Campeón         |
| Torneo Play-Off   | 14  | 8   | 2  | 4   | 61.9%  | Subcampeón      |
| Copa Libertadores | 12  | 2   | 3  | 7   | 25%    | Primera fase    |

Actualizado hasta el 8 de mayo de 2021. 

## Palmarés

### Como jugador
| Título           | Club    | Año  |
| ---------------- | ------- | ---- |
| Primera División | Bolívar | 1985 |
| Primera División | Bolívar | 1987 |
| Primera División | Bolívar | 1988 |
| Primera División | Bolívar | 1991 |
| Primera División | Bolívar | 1992 |

### Como entrenador
| Título           | Club     | Año           |
| ---------------- | -------- | ------------- |
| Primera División | San José | Clausura 2007 |

## Familia
Su padre, José Ferrufino Chávez, fue un futbolista de la década de 1960, se desempeñaba como defensor y jugó en San José desde 1960 hasta 1966. Tuvo cinco hermanos, Rafael, Gonzalo, José, Shirley y Margoth. Se casó con Sandra Rojas en 1987, producto del cual tuvieron tres hijos Marcos Mauricio, Douglas y, Estefano.
Sus tres hermanos son entrenadores de fútbol.
Uno de sus hijos, Douglas Ferrufino, es futbolista y jugó en San José en dos etapas 2011-2012, y 2015-2016.